# Juan de Homedes
Juan de Homedes y Coscón (Zaragoza, c. 1475 - Malta, 6 de septiembre de 1553) fue un militar español, gran maestre de la Orden de Malta.

## Biografía
Obtuvo primeramente varias encomiendas, el bailío de Caspe y la Gran Conservaduría de su milicia. Fue embajador en Roma y general en las galeras de la Orden de San Juan de Jerusalén, siendo elegido gran maestre de ella en 1536. Ya en Malta, recibió a un embajador del bey de Túnez, quien le pidió ayuda contra los rebeldes de su regencia. Homedes concedió sus galeras para auxiliar al bey, tributario en aquel entonces de Carlos I de España.
Bajo su mandato como gran maestre se produjo la invasión de Gozo por parte del Imperio otomano. Tras su fallecimiento en 1553, fue sepultado en la capilla magistral del Fuerte de San Ángel.

## Obras
- Tres Capítulos Generales de la religión de San Juan